# Brione
|  | Per a altres significats, vegeu «Brione (Trento)». |

Brione (en llombard: Breó o més rarament Briù, pronunciat [breˈo] en dialecte brescià) és un municipi italià de 716 habitants de la província de Brescia, a Llombardia. El municipi de Brione es troba en l'àrea geogràfica de la Vall Trompia, no obstant sigui prou fora de la directora principal de la vall. Es col·loca sobre la muntanya que divideix la Vall Trompia i la costa del Llac d'Iseo, al nord de la Franciacorta, i confina amb els municipis d'aquella àrea com Gussago i Ome. Confina també amb els municipis "valtrumplins" (de la Vall Trompia) Sarezzo, Villa Carcina i Polaveno. El territori es troba entre els 320 i els 1.035 metros sobre el nivell del mar.